# Bidasar
Bidasar là một thành phố và khu đô thị của quận Churu thuộc bang Rajasthan, Ấn Độ.

## Địa lý
Bidasar có vị trí 27°50′B 74°18′Đ / 27,83°B 74,3°Đ Nó có độ cao trung bình là 304 mét (997 foot).

## Nhân khẩu
Theo điều tra dân số năm 2001 của Ấn Độ, Bidasar có dân số 30.103 người. Phái nam chiếm 52% tổng số dân và phái nữ chiếm 48%. Bidasar có tỷ lệ 45% biết đọc biết viết, thấp hơn tỷ lệ trung bình toàn quốc là 59,5%: tỷ lệ cho phái nam là 56%, và tỷ lệ cho phái nữ là 34%. Tại Bidasar, 19% dân số nhỏ hơn 6 tuổi.